# Hasnyálmirigy
A hasnyálmirigy (pankreász) a gerincesekben megtalálható külső elválasztású mirigy. Exokrin mirigyként a pankreász által termelt nedvben, a hasnyálban, számos fontos emésztőenzim, mint a lipidek bontását végző lipáz, a keményítő bontását végző amiláz és a fehérjéket bontó tripszin és kimotripszin található. Endokrin funkcióját tekintve számos olyan igen fontos hormont termel, mint az inzulin, a glukagon, és a szomatosztatin.

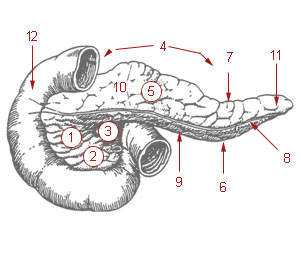
1. Hasnyálmirigyfej
2. Processus uncinatus
3. A hasnyálmirigy fő kivezetőcsöve (Wirsung-vezeték)
4. Hasnyálmirigytest
5. A hasnyálmirigy elülső felszíne
6. A hasnyálmirigy hátsó felszíne
7. A hasnyálmirigy felső széle
8. A hasnyálmirigy elülső széle
9. A hasnyálmirigy alsó széle
10. Tuber omentale
11. Hasnyálmirigyfarok
12. Patkóbél

## Embriológia

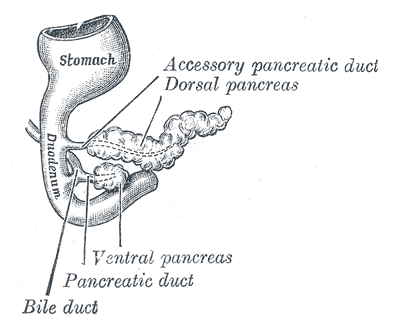
A ventrális és dorzális pankreásztelep

A hasnyálmirigy a primitív előbélben alakul ki, tehát a belső csíralemez (endoderma) származéka. A hasnyálmirigy a primitív előbél ventrális és dorzális pankreásztelepének elfordulásával és egyesülésével jön létre. Minden struktúra egy csatornán keresztül kommunikál az előbéllel.

## Méretek
- Súlya: 80-125 g
- Hossza: 15–25 cm
- Magassága: 6 cm (fej), 4 cm (test), 2 cm (farok)
- Vastagsága: 2 cm

## Anatómia
A hasnyálmirigy hosszan elnyúlt, fehéres-rózsaszínű mirigyes szerv, amely a hasüreg hátsó falán a retroperitoneumban, az L1-L2 csigolya magasságában harántul helyezkedik el. 
A mirigy feji része a legszélesebb, amely kötőszövetesen összenőtt a patkóbéllel, annak homorulatában fekszik. A fej ferdén felfelé, jobbról balra, az alsó nagy véna (vena cava inferior) és fő verőér hasi szakaszának aorta abdominalis előtt elhelyezkedő, balra elkeskenyedő hasnyálmirigytestben folytatódik, majd észrevehető különbség nélkül a pankreászfarokban végződik. Felső szélénél ered a háromosztatú artéria (truncus celiacus), alsó szélénél a felső bélfodri artéria (arteria mesenterica superior). Lefelé és balra kanyarodó nyúlványa a (processus uncinatus), amely a patkóbél alsó vízszintes szárát (pars horizontalis inferior duodeni) követi.

### Topográfia

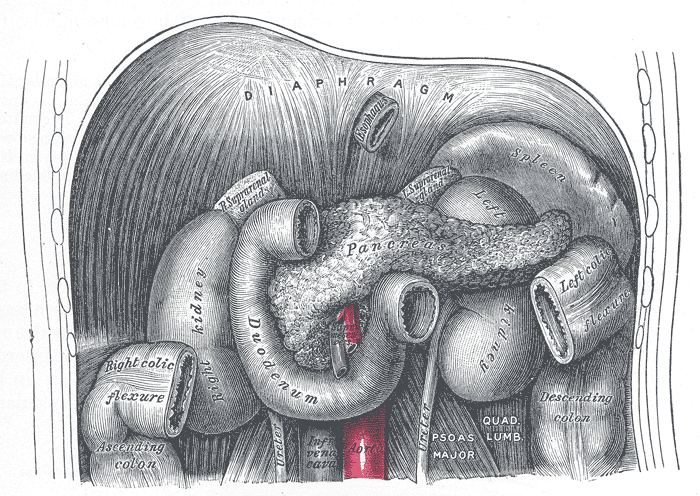
A hasnyálmirigy topográfiája

A hasnyálmirigy elülső felszíne kapcsolatba kerül a patkóbél-vékonybél átmenettel (flexura duodenojejunalis), a vékonybelekkel, majd a gyomor és a máj között húzódó kiscseplesz (omentum minus) által határolt cseplesztömlőn (bursa omentalis) a gyomor hátsó felszínével, a haránt vastagbél hashártyakettőzetével (mesocolon transversum), és a lép alatt található vastagbélhajlattal (flexura coli sinistra; flexura lienalis). Farki része érintkezik a bal vesével, és eléri a lépkaput.
A mirigy fejének hátsó felszíne a rekeszizom jobb oldali szárához és az alsó nagy vénához, a alsó nagy véna fekszik hozzá, a véna mellett bal oldalon húzódik a hasi aorta. A hasnyálmirigy feje mögött halad lefelé jobb oldali széle mentén a közös epevezeték (ductus choledochus), a patkóbél leszálló szára (pars descendens duodeni) középmagasságáig, ahol csatlakozik hozzá a mirigy fő kivezetőcsöve, a (ductus pancreaticus major) és együttesen lépnek be a patkóbélbe, ahol egy szemölcsszerű kiemelkedésen nyílnak (papilla duodeni major; Vater-papilla). A hasnyálmirigy fej-nyak határ mögött a felső bélfodri véna és a lépvéna összeömlésével alakul ki a májkapugyűjtőér (vena portae).

### Vérellátás

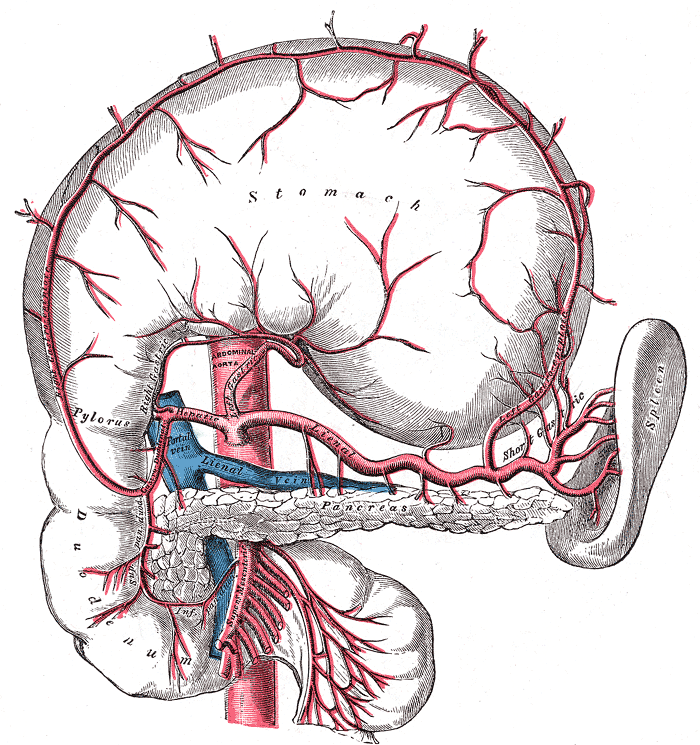
A hasnyálmirigy, patkóbél és gyomor vérellátása

A pankreászfej felső részét, valamint a test és farok vérellátását a (háromosztatú verőér; truncus celiacus) ágai látják el. A nyombél homorulatában fut a pankreászfejet ellátó (a háromosztatú verőér és a felső bélfodri verőér közötti anasztomózis ív (arteria pancreaticoduodenalis superior et inferior), amelyek elülső illetve hátulsó ágai két artériás árkádot (elülső és hátulsó) képeznek a duodenum ívével párhuzamosan.) A hasnyálmirigy felső szélén húzódó (lépartéria) és (lépvéna) mellékágai a mirigy testi és farki részének vérellátását és vérelvezetését biztosítják.
- arteria pancreaticoduodenalis superior (aorta » truncus celiacus » arteria hepatica communis » arteria gastroduodenalis superior)
  - a. pancreaticoduodenalis superior anterior
  - a. pancreaticoduodenalis superior posterior
- arteria pancreaticoduodenalis inferior (aorta » arteria mesenterica superior)
  - a. pancreaticoduodenalis inferior anterior
  - a. pancreaticoduodenalis inferior posterior
- arteria lienalis (aorta » truncus coeliacus)
  - ramii descendentes: a pankreásztestre merőleges ágak.
  - a. pancreatica dorsalis (a. isthmica): az arteria lienalis kezdeti szakaszán ered és a nyaki részen halad caudalisan, majd két ágra oszlik:
    - ramus dexter: a fej irányába halad, anasztomózist képez az elülső árkáddal.
    - ramus sinister (a. pancreatica transversalis): a farok irányába kanyarodik, eredése lehet más szomszédos artériából is pl: arteria mesenterica superior, truncus celiacus.

### Vénás elvezetés

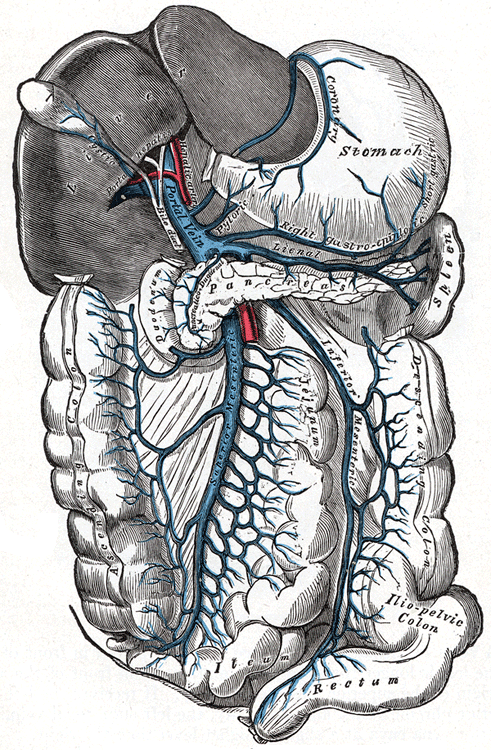
A májkapugyűjtőér (vena portae) rendszere

A mirigy vénái az artériás árkádokat követik és a vena portae rendszerébe ömlenek.
- v. pancreaticoduodenalis superior anterior (» vena gastroepiploica dextra » vena mesenterica superior » vena portae)
- v. pancreaticoduodenalis superior posterior (» vena portae)
- v. pancreaticoduodenalis inferior anterior et posterior (» vena mesenterica superior » vena portae)
- v. pancreatica inferior (» vena mesenterica superior » vena portae): a test és farok részt drénezi
- számos kis véna a mirigyállományból direkt a vena lienalisba és a vena portaeba ömlenek. A vena mesenterica superior miriggyel fedett részébe vénák nem vezetnek.

### Nyirokerek
A hasnyálmirigy nyirkát szűrő egymással szoros kapcsolatban álló nyirokcsomó csoportokat különböző szerzők, számos módon csoportosították régiókba. Általánosságban elfogadott, hogy a hasnyálmirigy nyirkát először a mirigy széle mentén elhelyezkedő nyirokcsomók szűrik, majd a nyirokutak a mirigytől távolabb eső, centrálisabb nyirokcsomókhoz vezetik: truncus celiacus, arteria hepatica communis, arteria lienalis és aorta körüli nyirokcsomók felé.

### Beidegzés
A hasnyálmirigy az autonóm idegrendszerből (vegetatív) idegrostokat kap a bolygóidegből [X.] és a (ganglion coeliacum)-ból.
Szimpatikus:
- plexus coeliacus
- plexus mesentericus superior: csak kiegészítő szerepe van

Paraszimpatikus: bolygóideg

## Élettan
A hasnyálmirigy külső és belső elválasztású mirigy.

### Exokrin funkció
A külső elválasztásért két fő sejttípus felelős. A szignál (jel) hatására a mirigy az alábbi anyagokat választja el:
| Sejtek neve           | Exokrin termék                                                       | Szignál         |
| --------------------- | -------------------------------------------------------------------- | --------------- |
| Centroacinaris sejtek | bikarbonát ion                                                       | szekretin       |
| Basophil sejtek       | emésztő enzimek (amiláz, lipáz, tripszinogén, kimotripszinogén stb.) | kolecisztokinin |

### Endokrin funkció
Bizonyos festési eljárásokkal a szövettani metszetben egyes sejtcsoportok különülnek el, amelyet a hasnyálmirigy Langerhans szigetének hívunk (a német patológus, anatómus Paul Langerhans tiszteletére 1893-ban Gustave-Edouard Laguesse javaslatára). Ez a mirigy endokrin funkciójáért felelős rész, az emberi hasnyálmirigyben körülbelül egymillió ilyen van.
| sejtek nevei | termelt hormon      | %-os megoszlás | hatás                        |
| béta sejtek  | Inzulin és Amylin   | 50-80%         | vércukor csökkentése         |
| alfa sejtek  | Glükagon            | 15-20%         | vércukor emelése             |
| delta sejtek | Szomatosztatin      | 3-10%          | endokrin működés csökkentése |
| PP sejtek    | Pancreas polipeptid | 1%             | exokrin működés csökkentése  |

A paracrin működés eredményeképpen a sejtek közötti kommunikáció révén különféle serkentő és gátló hatást fejtenek ki egymásra.
- Inzulin: béta sejteket aktiválja, az alfa sejteket gátolja.
- Glükagon: alfa sejteket aktiválja amelyek tovább aktiválják a béta és a delta sejteket.
- Szomatosztatin: gátolja az alfa és béta sejteket.

## Felfedezése
A hasnyálmirigyet először Hérophilosz (i. e. 335–280), görög anatómus és sebész azonosította. Néhány száz évvel később Ruphos, egy másik görög anatómus nevezte el. A „pankreász” kifejezés a görög παν („minden”, „teljes”), és κρέας („hús”) szavakból jött létre – talán húsos állaga miatt.

## Hasnyálmirigy rendellenességek és betegségek

### Veleszületett
Cisztás fibrózis

### Szerzett

#### Heveny hasnyálmirigy-gyulladás(pancreatitis acuta)
- ok: epekövesség, alkohol (együtt 80%), magas vértriglicerid‑szint, a vér magas calcium szintje, vírusok (mumps, EBV), epeút festése ERCP után (Endoscopos Retrograd Cholangio-Pancreatographia), a hasnyálmirigy sérülése tompa hasi trauma után, autoimmun eredet, idült hasnyálmirigy‑gyulladás fellángolása, gyógyszerek, iatrogen (orvosi tevékenységgel összefüggő) ártalom.
- kórélettan: a szervben termelődő, normál körülmények között a patkóbélbe jutó enzimek a hasnyálmirigy testén belül önemésztődési folyamatot indítanak el.
- tünetek: a gyulladás következtében köldök körüli, övszerűen jelentkező igen heves fájdalom, láz, elesettség, hányinger, hányás.
- diagnosztika: egyes hasnyálmirigy eredetű enzimek (amiláz, lipáz) szintje megemelkedik a vérben, képalkotó vizsgálatok (ultrahang, computer tomográf) a hasnyálmirigy kiszélesedését írják le.
- kezelés: (ezek csak irányelvek) mivel a betegség súlyos – sokszor életveszélyes –, ezért komplex terápiát igényel. A szerv nyugalomba helyezése: carentia, folyadék-, energia- és ionpótlás infúzióval, a gyomornedv leszívása, a gyomorsav termelésének csökkentése. Láz esetén antibiotikum adása megfontolandó (tályog esetén kötelező), zsíranyagcsere‑zavar esetén kisdózisú Na-heparin vagy LMWH-kezelés, súlyos esetben teljes parenteralis (nem szájon át történő) táplálás, de a szondatáplálást mielőbb meg kell kezdeni. A beteg kórházi kezelést igényel, nemritkán intenzív osztályra helyezendő.
- szövődmények: heveny légzési elégtelenség (Akut Respiratoricus Distress Syndroma, ARDS), sokszervi elégtelenség (Multi Organ Failure, MOF), véralvadás zavar (Disseminalt Intravascularis Coagulopathia, DIC), alacsony vér kalciumszint, a beta sejtek pusztulása miatt cukorbetegségben, hasnyálmirigy tályog, hasnyálmirigy pseudocysta; lépvéna, májkapugyűjtőér, vena mesenterica superior thrombosis (vérrögképződése a vékonybeleket ellátó erekben); a hasnyálmirigyet körülvevő ütőerek roncsolódása miatt akár végzetes kimenetelű hasűri vérzés fellépése, idült hasnyálmirigy‑gyulladás.

#### Krónikus hasnyálmirigy-gyulladás(pancreatitis chronica)
- ok: a fejlett nyugati világban a leggyakoribb oka a tartós alkoholfogyasztás, idült elhanyagolt epehólyag betegség, cysticus fibrosis, fehérje-energia alultápláltság, ismeretlen.
- kórélettan: az idült gyulladás következtében a működő állomány visszafordíthatatlanul pusztul, nyomában fibrózis, regenerációs jelenségekkel kísért gyulladás figyelhető meg. A késői periódusban mészlerakódás és kifejezett pankreászelégtelenség alakul ki. Nem ritka a pancreas pseudocysta.
- tünetek: visszatérő hasi fájdalom, hasmenés, fogyás, emésztési zavar (steatorrhea), felszívódási zavar (malabsorptio).
- kezelés: a kiváltó ok megszüntetése, mint az alkohol megvonása, a pankreászenzimek pótlása, roborálás (erősítés). Pseudocysta esetén a kezelés sebészi, amely a hasnyálmirigy részleges vagy teljes eltávolítását jelenti, drenage (az üreg tartalmának lecsapolása) végzése.
- szövődmények: az esetek kis részében hasnyálmirigyrák alakulhat ki, felszívódási zavar miatt általános testi leromlás, cukorbetegség, depresszív magatartászavar.

### Jóindulatú daganatok
- adenoma
- papilloma
- cystadenoma

### Rosszindulatú daganatok

#### Hasnyálmirigyrák (pancreas carcinoma)
A hasnyálmirigyrák a negyedik leggyakoribb daganatfajta, amely 65%-ban a hasnyálmirigy fejére lokalizálódik. Előfordulási aránya nagyobb dohányosoknál (30%-ban a WHO szerint), idült hasnyálmirigy-gyulladásban vagy cukorbetegségben szenvedőknél. Szövettanilag leggyakoribb forma: adenocarcinoma
- tünetek: gyengeség, étvágytalanság, kifejezett fogyás, fáradékonyság; máj-lép megnagyobbodás (hepatosplenomegalia); megnagyobbodott, rugalmas, fájdalmatlan, tapintható epehólyag (Courvoisier-jel); sárgaság (icterus), hasvízkór (ascites), visszatérő vénagyulladás (thrombophlebitis migrans), cukorbetegség (diabetes mellitus). A beteg jellegzetes testhelyzetet vesz fel: ágyban ülő, összekuporodó, előrehajló helyzetben jobban elviselhető a fájdalom, mert a daganat kevésbé nyomja a ganglion coeliacumot.
- diagnózis: ezen betegség gyanúját kelti, 50 év feletti beteg más okkal nem magyarázható fogyása, felső hasi, háti fájdalom, hirtelen kialakuló cukorbetegség, fájdalmatlanul jelentkező sárgaság.
- terápia: (a terápia eltérő lehet, ezek csak irányelvek) komplex – sebész és onkológus – bevonásával, amely elsősorban a szerv részleges vagy teljes eltávolításából áll (Child és Whipple-műtét), azonban a felfedezett esetek 75-80%-a már nem operálható, azaz irresecabilis.

Újabban, a Coloradói Rákkutató Központ egereken végzett tanulmánya szerint a Momordica charantia kivonatának jótékony hatása lehet a hasnyálmirigyrák ellen.

#### A hasnyálmirigy neuroendokrin daganatai
A hasnyálmirigy neuroendokrin daganatai a különböző eredetű hormonok nem kontrollált termelődése miatt többféle klinikai tünetet okozhat.
Elnevezésük: a daganat által termelt anyag+oma (mint a daganat kifejezője)
| Szindróma                           | Hormon                            | Rosszindulatúság | Elhelyezkedés                                                | Klinikai tünetek                                                               |
| Insulinoma                          | Inzulin                           | (5-15%)          | hasnyálmirigy                                                | vércukor csökkenés                                                             |
| Gastrinoma                          | Gasztrin                          | (40-60%)         | hasnyálmirigy (30-60%), patkóbél (30-40%), egyéb (10-20%)    | multiplex fekélyek                                                             |
| VIPoma                              | VIP (Vasoactive Intestinal Peptid | (80%)            | hasnyálmirigy                                                | vízszerű hasmenés, alacsony vér kálium szint                                   |
| Glycagonoma                         | Glukagon                          | (50-80%)         | hasnyálmirigy                                                | vérszegénység, glükózintolerancia, a bőr vándorló pirossága (Erythema migrans) |
| GRFoma                              | Growth hormone releasing factor   | ?                | hasnyálmirigy (30%), tüdő (55%), vékonybél (10%), egyéb (5%) | acromegalia (kóros pubertás utáni növekedés)                                   |
| ACTHoma                             | ACTH                              | (90-100%)        | hasnyálmirigy                                                | térfoglalás                                                                    |
| PPoma/nem aktiv hasnyálmirigy tumor | PP                                | > 60%            | hasnyálmirigy                                                | térfoglalás                                                                    |

## Az állatvilágban
A hasnyálmirigyszövet jelen van minden gerinces fajban, de formája és elrendezése változó. Akár három különböző hasnyálmirigyük is előfordulhat. A legtöbb faj (pl. az ember) esetében ezek egyesülnek, de vannak kivételek.